# Reinaldo Lenis
Reinaldo Eduardo Lenis Montes (Cali, Valle del Cauca, Colombia; 20 de julio de 1992) es un ex futbolista colombiano que juega como extremo derecho y actualmente es agente libre.

## Trayectoria

### Argentinos Juniors
En Argentinos Juniors debutó en el año 2013, donde rápidamente empezó a ser utilizado viniendo de las prolíficas divisiones menores del club de La Paternal, su primer gol lo convirtió en el Campeonato de Primera División 2012/13, contra el Independiente, partido que terminó en derrota 3-1 en Avellaneda. 

El 16 de agosto de 2015 marca doblete colaborando en la derrota de su equipo. El 28 de agosto vuelve a marcar doblete en la goleada 4-0 sobre Crucero del Norte convirtiéndose en el goleador del equipo.

### Sport Recife
El 6 de enero de 2016, sería confirmado como nuevo jugador de Sport Recife de la Primera División de Brasil, siendo comprado el 50% de su pase, por 790mil dólares. Debutaría marcando su primer gol en Brasil el 10 de febrero dándole la victoria a su equipo 2-1 sobre Central.
Su primer gol del 2017 lo marca el 28 de enero en la goleada 3 a 0 sobre Central por el Campeonato Pernambucano. El 28 de junio se coronan campeones del Campeonato Pernambucano derrotando a Salgueiro 2 a 1 en el global logrando así su primer título internacional. Su primer gol en el Brasileirao 2017 lo marca el 30 de julio en la victoria como visitantes 3 a 1 sobre Bahía además de hacer las dos asistencias de los otros dos goles, sale como la figura del partido.

### Atlético Nacional
El 10 de febrero de 2018, es confirmado como nuevo jugador de Atlético Nacional de la Categoría Primera A, jugando por primera vez en su natal Colombia. En su segundo partido marca su primer gol con el club en la victoria 2 a 1 como visitantes en casa de Alianza Petrolera. En su debut en la Copa Libertadores 2018, marcó un doblete en la goleada 4 por 0 sobre Delfín.

### Banfield
El 14 de enero de 2019, es confirmado como nuevo jugador de Banfield de la Superliga Argentina.
Hizo su debut el 25 de enero en el empate contra San Martín de San Juan 1-1, ingresando a los 35 minutos del segundo tiempo desde el banco de suplentes. El 3 de noviembre marca su primer gol con el club en la Superliga (ya había marcado por Copa Argentina), en el empate a tres goles frente a Unión de Santa Fe luego de ingresar desde el banco.

### Universidad de Chile
El 31 de octubre de 2020, Lenis es confirmado como nuevo refuerzo de la Universidad de Chile de la Primera División de Chile, para disputar la segunda rueda del Campeonato AFP PlanVital 2020. Hizo su debut y anotó su primer tanto el 9 de diciembre de 2020 ante Audax Italiano por la fecha 22 del campeonato nacional.
Finalmente, en 2021 el club no hace efectiva la cláusula de compra del jugador, por lo que vuelve a Banfield, club dueño de su pase.

## Estadísticas
Actualizado al último partido jugado el 24 de enero de 2021.
| Club                         | Div           | Temporada     | Liga  | Liga  | Copas nacionales | Copas nacionales | Torneos internacionales | Torneos internacionales | Total | Total |
| Club                         | Div           | Temporada     | Part. | Goles | Part.            | Goles            | Part.                   | Goles                   | Part. | Goles |
| ---------------------------- | ------------- | ------------- | ----- | ----- | ---------------- | ---------------- | ----------------------- | ----------------------- | ----- | ----- |
| Argentinos Juniors Argentina | 1ª            | 2012/13       | 3     | 1     | 1                | 0                | 0                       | 0                       | 4     | 1     |
| Argentinos Juniors Argentina | 1ª            | 2013/14       | 16    | 0     | 4                | 0                | 0                       | 0                       | 20    | 0     |
| Argentinos Juniors Argentina | 2ª            | 2014          | 15    | 0     | 0                | 0                | 0                       | 0                       | 15    | 0     |
| Argentinos Juniors Argentina | 1ª            | 2015          | 26    | 5     | 0                | 0                | 0                       | 0                       | 26    | 5     |
| Argentinos Juniors Argentina | Total club    | Total club    | 60    | 6     | 5                | 0                | 0                       | 0                       | 65    | 6     |
| Sport Recife · Brasil        | 1ª            | 2016          | 25    | 3     | 8                | 2                | 0                       | 0                       | 33    | 5     |
| Sport Recife · Brasil        | 1ª            | 2017          | 32    | 4     | 5                | 0                | 5                       | 0                       | 42    | 4     |
| Sport Recife · Brasil        | Total club    | Total club    | 57    | 7     | 13               | 2                | 5                       | 0                       | 75    | 9     |
| Atlético Nacional · Colombia | 1ª            | 2018          | 18    | 1     | 3                | 0                | 6                       | 2                       | 27    | 3     |
| Atlético Nacional · Colombia | Total club    | Total club    | 18    | 1     | 3                | 0                | 6                       | 2                       | 27    | 3     |
| Banfield Argentina           | 1ª            | 2019          | 7     | 0     | 1                | 1                | 0                       | 0                       | 8     | 1     |
| Banfield Argentina           | 1ª            | 2019-20       | 12    | 4     | 1                | 0                | 0                       | 0                       | 13    | 4     |
| Banfield Argentina           | Total club    | Total club    | 19    | 4     | 2                | 1                | 0                       | 0                       | 21    | 5     |
| Universidad de Chile · Chile | 1ª            | 2020          | 9     | 3     | 0                | 0                | 0                       | 0                       | 9     | 3     |
| Universidad de Chile · Chile | Total club    | Total club    | 9     | 3     | 0                | 0                | 0                       | 0                       | 9     | 3     |
| Total carrera                | Total carrera | Total carrera | 163   | 21    | 23               | 3                | 11                      | 2                       | 197   | 26    |

## Palmarés

### Campeonatos regionales
| Título                  | Club              | País     | Año  |
| ----------------------- | ----------------- | -------- | ---- |
| Campeonato Pernambucano | Sport Recife      | Brasil   | 2017 |
| Copa Colombia           | Atlético Nacional | Colombia | 2018 |